# Rangers Football Club 2017-2018
Questa voce raccoglie le informazioni riguardanti il Rangers Football Club nelle competizioni ufficiali della stagione 2017-2018.

## Stagione
- In Scottish Premiership i Rangers si classificano al terzo posto (70 punti), dietro a Celtic e Aberdeen.
- In Scottish Cup sono eliminati in semifinale dal Celtic (0-4).
- In Scottish League Cup sono eliminati in semifinale dal Motherwell (0-2).
- In Europa League sono eliminati al primo turno preliminare dai lussemburghesi del Progrès Niedercorn (1-2 complessivo).

## Maglie e sponsor
| Casa | Trasferta | Terza divisa |

## Rosa
| N. |                        | Ruolo | Calciatore             |
| -- | ---------------------- | ----- | ---------------------- |
| 1  | Inghilterra (bandiera) | P     | Wes Foderingham        |
| 2  | Inghilterra (bandiera) | D     | James Tavernier        |
| 3  | Galles (bandiera)      | D     | Declan John            |
| 4  | Portogallo (bandiera)  | D     | Fábio Cardoso          |
| 5  | Scozia (bandiera)      | D     | Lee Wallace (capitano) |
| 7  | Portogallo (bandiera)  | A     | Dalcio                 |
| 8  | Scozia (bandiera)      | C     | Ryan Jack              |
| 9  | Scozia (bandiera)      | A     | Kenny Miller           |
| 10 | Scozia (bandiera)      | C     | Graham Dorrans         |
| 11 | Inghilterra (bandiera) | C     | Josh Windass           |
| 14 | Ghana (bandiera)       | A     | Joe Dodoo              |
| 15 | Messico (bandiera)     | A     | Eduardo Herrera        |
| 16 | Scozia (bandiera)      | C     | Andy Halliday          |
| 17 | Irlanda (bandiera)     | D     | Lee Hodson             |
| 18 | Inghilterra (bandiera) | D     | Jordan Rossiter        |
| 20 | Colombia (bandiera)    | A     | Alfredo Morelos        |

| N. |                        | Ruolo | Calciatore         |
| -- | ---------------------- | ----- | ------------------ |
| 21 | Portogallo (bandiera)  | C     | Daniel Candeias    |
| 22 | Portogallo (bandiera)  | D     | Bruno Alves        |
| 23 | Scozia (bandiera)      | C     | Jason Holt         |
| 24 | Scozia (bandiera)      | D     | David Bates        |
| 25 | Inghilterra (bandiera) | P     | Jak Alnwick        |
| 26 | Scozia (bandiera)      | A     | Jason Cummings     |
| 27 | Germania (bandiera)    | C     | Sean Goss          |
| 28 | Scozia (bandiera)      | A     | Jamie Murphy       |
| 29 | Scozia (bandiera)      | A     | Michael O'Halloran |
| 33 | Scozia (bandiera)      | D     | Russell Martin     |
| 35 | Scozia (bandiera)      | C     | Jamie Barjonas     |
| 36 | Malta (bandiera)       | D     | Myles Beerman      |
| 40 | Scozia (bandiera)      | D     | Ross McCrorie      |
| 43 | Scozia (bandiera)      | D     | Kyle Bradley       |
| 45 | Finlandia (bandiera)   | C     | Serge Atakayi      |
| 48 | Scozia (bandiera)      | C     | Greg Docherty      |